# May (Texas)
May è una comunità non incorporata degli Stati Uniti d'America della contea di Brown nello Stato del Texas. Secondo l'Handbook of Texas, la comunità aveva una popolazione stimata di 285 abitanti nel 2000.

## Geografia fisica

### Territorio
May è situata a 31°58′47″N 98°55′12″W (31.9795899, -98.9200555). Si trova all'incrocio tra la US 183 e la FM 1689 nella parte nord-orientale della contea di Brown, circa 20 miglia a nord di Brownwood e 36 miglia a sud di Eastland.

### Clima
Il clima in questa zona è caratterizzato da estati calde e umide e inverni generalmente miti o freddi. Secondo il sistema della classificazione dei climi di Köppen, May ha un clima subtropicale umido, "Cfa" abbreviato sulle mappe climatiche.

## Storia
L'area era originariamente parte di una sovvenzione di terra messicana assegnata all'impresario John Cameron nel 1827. La comunità stessa fu sviluppata negli anni 1870 e prese questo nome in onore del colono pioniere W.D. May. 
Anche se May non è incorporata, ha un ufficio postale, con codice postale 76857.

## Cultura

### Istruzione
L'educazione pubblica nella comunità di May è fornita dal May Independent School District.